# Родерік Лонг
Родерік Лонг (англ. Roderick T. Long; нар. 4 лютого 1964) — американський професор — лібертаріанець, редактор і політичний оглядач.

## Біографія
Він є професором філософії в Обернському університеті (Алабама) і політичним коментатором. Він отримав ступінь бакалавра філософії в Гарвардському університеті та ступінь доктора філософії в Корнельському університеті.  Він також є консультантом факультету Обернського університету. У 1990-х роках він працював асистентом професора філософії в Університеті Північної Кароліни в Чапел-Хілл.
Довгий час працював старшим редактором Журналу лібертаріанських досліджень (замінивши Ганса-Германа Хоппе). Лонг є старшим науковим співробітником Інституту Людвіга фон Мізеса Австрійської школи, який також розташований в Оберні.  Він був членом колективного блогу Liberty and Power і є одним із редакторів академічного журналу Journal of Ayn Rand Studies. Він був президентом Інституту Молінарі та співробітником Центру бездержавного суспільства.
Сфери його наукової діяльності включають грецьку філософію, моральну психологію, етику, філософію соціальних наук і політичну філософію.  Кілька його дослідницьких робіт знаходяться в академічних базах даних та інституційних сховищах, таких як PhilPapers.

## Філософія
За словами Лонга, він спеціалізується на «грецькій філософії; моральній психології; етиці; філософії соціальних наук; і політичній філософії (з наголосом на лібертаріанській теорії)».  Лонг підтримує те, що він називає «лібертаріанською анархією», але уникає описувати це як «капіталізм», термін, який він вважає поєднанням різних несумісних значень.
Лонг називає себе борцем за мир і зазначає, що «послідовний борець за мир повинен бути анархістом».  Він описує ринковий анархізм як «консенсусну та мирну альтернативу» суспільству з державою.  Лонг назвав себе лібертаріанцем із кровоточивим серцем і зробив внесок у блог Bleeding Heart Libertarians.

## Лібертаріанство і фемінізм
Лонг підтримує філософську сумісність лібертаріанства та фемінізму, вважаючи, що фемінізм уже виробив позиції проти державної влади, які можуть бути ще більш радикальними, і що вони впровадили політику, яка обходиться без держави і яку можна розширити. Подібним чином Лонг пояснює, що у не лібертаріанських феміністок може виникнути спокуса використовувати державу як інструмент, якщо вважається, що вона завжди використовувалася в боротьбі між класами чи статями, і це міф, що вона нейтральна. Однак професор Лонг стверджує, що і лібертаріанство, і фемінізм є радикальними традиціями з багатьма спільними рисами та речами, які можна пропонувати одна одній, не відмовляючись від своєї ідентичності, вважаючи, що «лібертаріанська критика державної влади та критика фемінізму до патріархату доповнюють один одного».  